# المپیک تابستانی ۱۹۹۶ (بازی ویدئویی)
بازی‌های المپیک تابستانی (به انگلیسی: Olympic Summer Games) یک ویرایش رسمی از مسابقات المپیک ۱۹۹۶ آتلانتا می‌باشد که زیر مجموعه بازی‌های سه‌گانه المپیک است (دو بازی دیگر شامل Olympic Gold و المپیک زمستانی است). این بازی در دو نسخه ۱۶ بیتی (گیم بوی، سگا مگا درایو و سوپر نینتندو) و ۳۲ بیتی (پلی استیشن، داس و ۳دی‌او) تولید و منتشر گردید و آخرین محصول ساخته شده با مضمون «المپیک» برای نسل چهارم کنسول‌های بازی نیز بود.
این عنوان هم مانند عناوین دیگر در این زمینه، از تکنیک ضربه زدن‌های متوالی بر روی دکمه برای پیشبرد بازی استفاده می‌کند (البته با چند استثناء خاص)
نسخه ۱۶ بیتی این بازی شامل ۱۰ مسابقه مختلف می‌باشد (سه مسابقه بیشتر از عنوان Olympic Gold). برعکس عنوان «المپیک زمستانی» تفاوتی میان مسابقات نسخه‌های مختلف این بازی وجود ندارد.

## ورزشکاران
- Paul
- Chris
- David
- Kevin
- Gary
- Colin
- Ian
- Jon

## رشته‌های ورزشی
(نسخه ۱۶ بیتی)
- دو صد متر مردان
- دو ۱۱۰ متر بامانع
- پرش با نیزه
- پرش ارتفاع
- پرش طول
- پرش سه‌گام
- پرتاب نیزه
- پرتاب دیسک
- تیراندازی با کمان
- تیراندازی شکار

## گیم پلی
مانند عناوین قبلی از بازی‌های المپیک تابستانی، سه مرحله سختی در این بازی وجود دارد. در این محصول جدول امتیازات بازیبازان حذف گردیده و تنها راه مقایسه نتایج، استفاده از جدول مدال‌های بازی است. در این بازی و در قسمت مسابقه‌های دو، ۲ راند وجود دارد که فقط برنده می‌تواند به راند بعد برود. در مسابقات «پرش طول»، «پرش سه گام»، «پرتاب دیسک» و «پرتاب نیزه» سه نفر اول می‌توانند به راند بعدی راه یابند و در نهایت فردی که بیشترین امتیازها را جمع‌آوری نموده، برنده نهایی است. در مسابقات پرش نیز بازیباز در طی سه نوبت فرصت پرش، باید امتیازها و رکوردهای لازم را به دست آورده و از خطا و اشتباه در پرش ممانعت نماید.

## تفاوت نسخه‌های بازی
نسخه‌های داس، پلی استیشن و ۳دی‌او که توسط شرکت «سیلیکون دریمز» تولید گردیده به عنوان اولین بازی تمام سه بعدی ورزشی دارای ۱۵ مسابقه ورزشی می‌باشد (دو ۱۰۰ متر، دو ۴۰۰ متر، شنای صد متر کرال سینه، پرتاب نیزه، پرتاب دیسک، پرش طول، پرش سه‌گام، پرش ارتفاع، پرش با نیزه، شمشیربازی، تپانچه آتش سریع، وزنه‌برداری، تیراندازی با کمان و تیراندازی شکار) ولی نسخه‌های ۱۶ بیتی این بازی که برای گیم بوی، سگا مگا درایو و سوپر نینتندو منتشر شد فقط شامل ۱۰ رشته ورزشی می‌باشد که لیست آن در قسمت «رشته‌های ورزشی» قابل مشاهده است.